# Partito Socialista (1996)
Il Partito Socialista è stato un partito politico italiano creato il 24 febbraio 1996 da ex esponenti del disciolto Partito Socialista Italiano. 
Il partito nacque dalla confluenza di due distinti soggetti politici socialdemocratici:
- il Partito Socialista Riformista di Fabrizio Cicchitto ed Enrico Manca, fondato il 13 novembre 1994 in protesta per lo scioglimento del Partito Socialista Italiano[1];
- il Movimento Liberal Socialista di Ugo Intini, nato il 28 gennaio 1994 come Federazione dei Socialisti da una scissione del PSI e legato al periodico Non mollare. Coordinatore del movimento fu Intini, già portavoce di Bettino Craxi, che affermò come il partito fosse stato «senza organizzazione, senza mezzi, senza preparazione». Del movimento facevano parte anche Franco Piro, Margherita Boniver e Maurizio Sacconi.[2]

Ideologicamente il partito sembrava raccogliere per lo più l'ultima corrente craxiana del 1993, cosa che sarà più evidente nel 1998 quando a guidare il partito arriverà Gianni De Michelis, ma nella sua prima fase il progetto vide la partecipazione di un po' quasi tutti i vecchi quadri del PSI che non avevano aderito al SI - Socialisti Italiani guidato da Enrico Boselli, partecipante allo schieramento di centrosinistra.
Nel 2000 aderì al progetto anche il Movimento di Rinascita Socialdemocratica di Luigi Preti ed il PS cambiò così nome in Partito Socialista-Socialdemocrazia, ma i due movimenti non si fonderanno mai.

## Storia

### La segreteria Intini: ricostruzione, autonomia e unità socialista
Il 21 aprile 1996 il PS si presenta alle elezioni politiche fuori dai poli, ma gli viene impedito dal Viminale, per evitar confusione col vecchio PSI, di usare la parola «partito» nel simbolo, che viene prontamente sostituita con 7 stelle. Craxi da Hammamet non condivide il progetto neosocialista e dirama un suo comunicato ufficiale. Il risultato è deludente: 149.441 (0,4%) voti nel proporzionale per la Camera dei deputati.
Alle elezioni regionali in Sicilia del 1996 si presenta come Partito Socialista-Sicilia, conseguendo circa 50.000 voti (1,9%) e guadagnando 3 seggi su 90. I tre deputati all'Assemblea Regionale Siciliana furono Salvatore Cintola a Palermo (che lascerà il partito dopo pochi anni), Giovanni Ricevuto a Messina e Nunzio Calanna a Catania.
Il 6 luglio 1996 può così avvenire l'inizio del processo costituente del PS. Malgrado i tanti craxiani del partito, Intini ricambia il gelo di Craxi avvertendo che «è evidente che non dobbiamo diventare il partito degli orfani e dei vendicatori di Bettino». Intini lavora subito per annodare alleanze strategiche con i socialisti degli altri partiti, in quel momento oggetto di attenzione del Partito Democratico della Sinistra.
Il 29 e 30 ottobre si tiene la I conferenza programmatica che fa da apripista al I Congresso Nazionale del mese dopo. Intanto il 2 novembre una delegazione del PS si reca in Tunisia per incontrare Craxi. Al momento del congresso, Intini può contare su un partito di circa 26 mila iscritti.
Al congresso non mancano agitazioni e per quanto piccolo, il partito mostra almeno due anime: l'una legata più a Craxi, l'altra che vorrebbe affrancarsi dall'ombra dell'ex segretario. A fine congresso Intini è segretario, mentre Fabrizio Cicchitto è coordinatore.

### La segreteria De Michelis: a destra verso un Nuovo PSI
Agli inizi del 1997 Intini e Boselli lavorano per collaborare insieme alle elezioni con l'obiettivo di arrivare a riunificare i socialisti del PS con i Socialisti Italiani. Il 18 marzo viene annunciata una lista unica per le elezioni amministrative, i Socialisti Italiani Uniti, a supporto di un proprio candidato sindaco. Nella lista per le comunali di Milano i capolista saranno proprio i due segretari socialisti. Il risultato milanese è dell'1,3% e viene giudicato deludente, ma si decide comunque di andare avanti. Tuttavia da Hammamet Craxi diffonde una nota dove stronca il progetto dei Socialisti Italiani Uniti, creando non pochi problemi in casa socialista. Ancora a maggio la lite Craxi-Intini/Boselli è aspra.
Quando a luglio è chiaro che il PDS va verso la fusione con altre forze (anche socialiste) per dar vita ai Democratici di Sinistra, Intini e Boselli riaffermano la propria autonomia e la propria decisione di arrivare a un'unica forza socialista.
A questo punto il PS si polarizza attorno a due tendenze nette: l'una vicina al segretario sul progetto di fusione con i Socialisti Italiani di Boselli, l'altra vicina a Gianni De Michelis che fa proprie le polemiche craxiane degli ultimi cinque mesi e rifiuta il rapporto con il partito di Boselli, in assenza di una rottura tra i Socialisti Italiani ed il PDS.
Intini è per decidere tutto in un congresso da tenersi entro l'anno, ma i demichelisiani forzano i tempi. Il 13 settembre si tiene una riunione della Direzione Nazionale che sostituisce Intini con De Michelis con 37 voti su 38 (il neo segretario si era astenuto). Intini è secco: «La verità è che, al di là delle contingenti cortine fumogene, loro vogliono andarsene con la destra». E De Michelis sostanzialmente conferma.
Per Intini la riunione che lo ha destituito è illegittima perché lo stesso l'aveva annullata il giorno prima assecondando la richiesta dei segretari di nove regioni (Lombardia, Veneto, Toscana, Lazio, Sardegna, Abruzzo, Puglia, Calabria e Sicilia). Per De Michelis la riunione è legittima perché comunque convocata dalla maggioranza dei membri della segreteria del PS.
Il PS si sdoppia definitivamente il 26 settembre, quando si riunisce la parte fedele a Intini rivendicando di essere l'unico PS legittimo. Il giorno dopo De Michelis ribadisce la sua linea: rifare il PSI, stare fuori dai poli alle amministrative, ma sostenere la coalizione di centro-destra nelle suppletive del Mugello.
Nel febbraio 1998 la parte del PS di Intini e Manca si unisce con i Socialisti Italiani di Boselli e il PSDI di Schietroma, fondando i Socialisti Democratici Italiani. Il PS è definitivamente quello di De Michelis.
Il 20 giugno 1998 De Michelis annuncia che sarà inviata a Craxi una tessera del partito. Poche settimane dopo si celebra il II Congresso Nazionale che vede anche un intervento di Berlusconi, a dimostrazione del maggior ancoramento del PS nel centrodestra, ma non manca anche un certo interessamento alla neonata Unione Democratica per la Repubblica di Francesco Cossiga.
Il 31 ottobre arriva la proposta di Intini di fare una lista unica SDI-PS per le elezioni europee del 1999, ma il PS è contrario. In seguito il PS partecipa con una propria lista alle elezioni europee del 1999 nella circoscrizione insulare Sicilia-Sardegna, conseguendo oltre quarantaduemila voti (1,38%), senza comunque eleggere propri esponenti. Il 22 giugno, dopo le elezioni europee, alcuni socialisti di punta come Cicchitto e la Boniver abbandoneranno il partito confluendo in Forza Italia.
Il 9 gennaio 1999 Paris Dell'Unto lascia con altri il PS in polemica con la scelta del partito di allearsi con Alleanza Nazionale alle elezioni amministrative di quell'anno.

### Il Nuovo PSI
Dopo lunghi periodi di scarsa visibilità il gruppo dirigente promuove la costituzione del Nuovo PSI, che vedrà la luce fin dal 2001 e aderirà alla Casa delle Libertà di Silvio Berlusconi.

## Congressi nazionali
- I Congresso - Roma, 30 novembre - 1º dicembre 1996
- II Congresso - Roma, 4-5 luglio 1998
- III Congresso - Roma, 10-11 aprile 1999
- IV Congresso - Roma, 19-20 novembre 1999

## Risultati elettorali
| Elezione       | Elezione     | Voti    | %    | Seggi   |
| -------------- | ------------ | ------- | ---- | ------- |
| Politiche 1996 | Camera prop. | 149.441 | 0,40 | 0 / 155 |
| Politiche 1996 | Camera magg. | 44.786  | 0,12 | 0 / 475 |
| Politiche 1996 | Senato       | 286.425 | 0,88 | 0 / 315 |
| Europee 1999   | Europee 1999 | 42.500  | 0,14 | 0 / 81  |